# 58 Joralemon Street

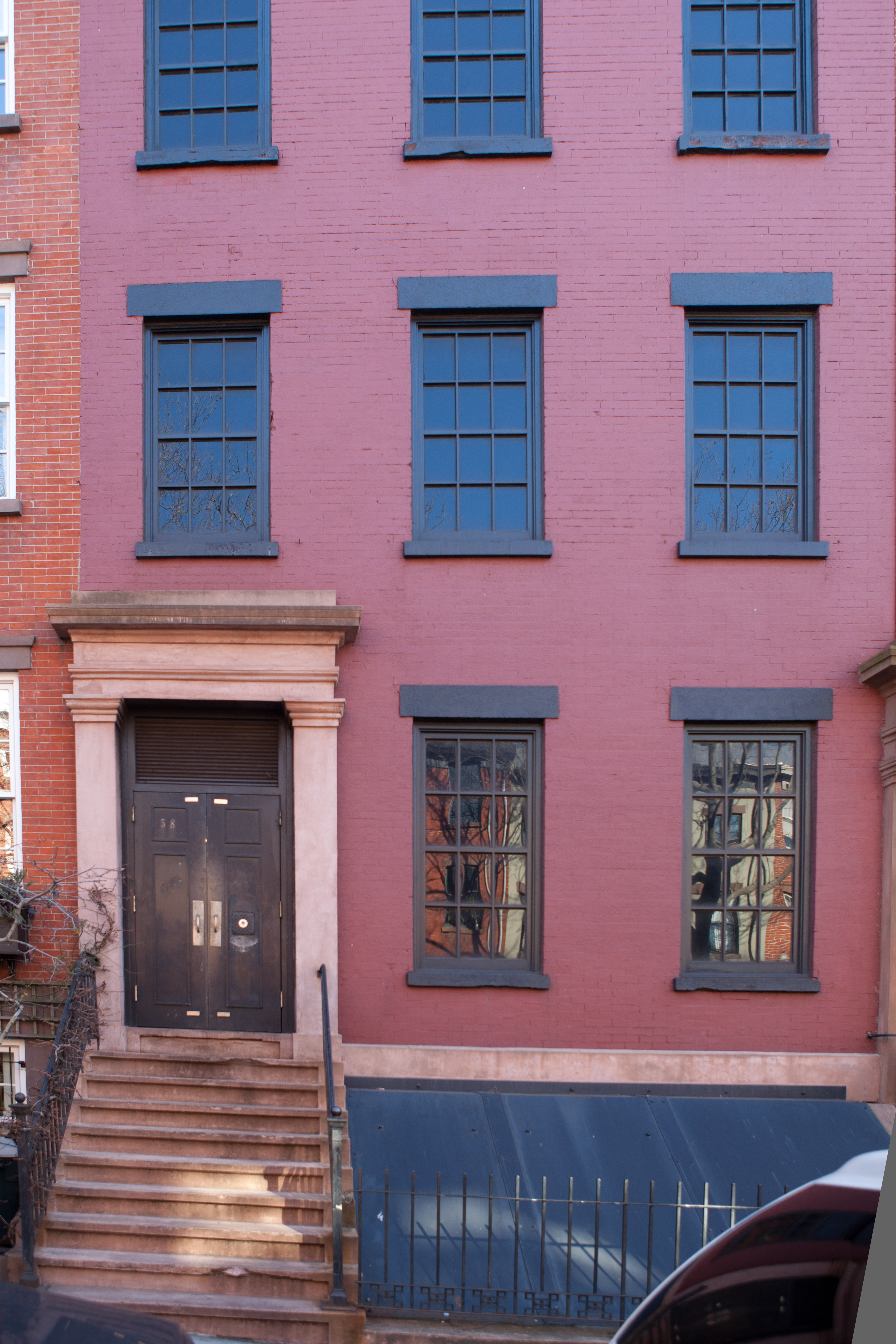
La façade du 58 Joralemon Street.

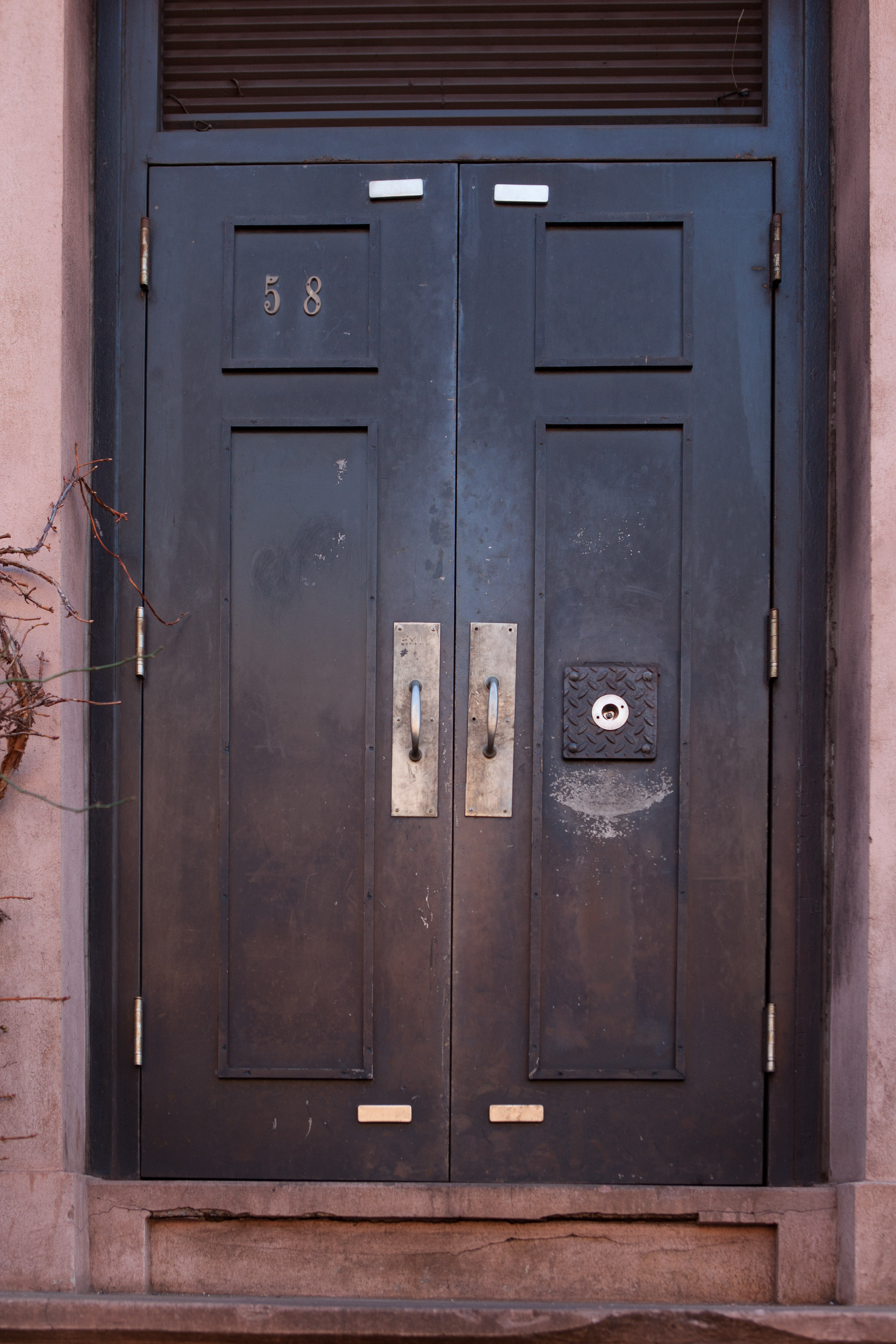
La porte du 58 Joralemon.

Le 58 Joralemon Street est un immeuble factice du quartier de Brooklyn Heights à New York. Sa façade cache un puits de ventilation du métro de New York.
Édifié en 1847, l'immeuble a été transformé en 1908 en gaine de ventilation du métro avec une façade de style Greek Revival. Le ventilateur sert également d'accès d'évacuation de la sortie est du tunnel de Joralemon Street, emprunté par l'IRT Lexington Avenue Line entre Bowling Green et Borough Hall. L'immeuble, propriété de la Metropolitan Transportation Authority, a été évalué à 2,8 million de dollars en 2010.
La façade actuelle est le résultat d'un accord de la New York City Landmarks Preservation Commission en 1999 afin d'améliorer son intégration à l'architecture du quartier.